# Język czewa
Język czewa, cziczewa – język z rodziny bantu używany w południowo-środkowej Afryce (Malawi, Mozambiku, Zambii, Zimbabwe). Posługuje się nim około 9,3 miliona osób.
W Malawi jest to, obok angielskiego, drugi język urzędowy. Natomiast w Zambii jest on jednym z siedmiu oficjalnych języków plemiennych, używanych głównie na wschodzie kraju.
Na język czewa przetłumaczono zarówno Biblię, jak i Koran.